# خواکین کاپیا
خواکین کاپیا (اسپانیایی: Joaquín Capilla‎؛ ۲۳ دسامبر ۱۹۲۸ – ۸ مه ۲۰۱۰) شیرجه‌رو اهل مکزیک بود.
وی در مسابقات کشوری و بین‌المللی در مجموع برندهٔ ۵ مدال طلا، ۱ مدال نقره، ۲ مدال برنز شده‌است.